# Charles della Faille de Leverghem
Charles Martin Marie Joseph della Faille de Leverghem (Antwerpen, 7 december 1842 - aldaar, 6 mei 1902) was een Belgisch senator voor de Katholieke Partij.

## Biografie

### Familie
Graaf Charles della Faille de Leverghem was een telg uit het geslacht Della Faille de Leverghem. Hij was een zoon van Alphonse della Faille de Leverghem (1809-1879), burgemeester van Booischot, gedeputeerde van Antwerpen en volksvertegenwoordiger, en Clémentine van Havre (1812-1877). Hij trouwde in 1865 in Antwerpen met Pauline Geelhand (1844-1927), dochter van Émile Geelhand, gemeenteraadslid van Antwerpen en gedeputeerde van Antwerpen. Ze kregen een zoon en twee dochters.
- Alix della Faille de Leverghem (1865-1928), trouwde in 1891 in Antwerpen met jhr. Edmond de Beughem de Houtem (1866-1932), luitenant-kolonel en arrondissementscommissaris van Mechelen, zoon van jhr. Arthur de Beughem de Houtem (1829-1889), burgemeester van Lippelo en senator. Ze kregen vier zoons en twee dochters, met afstammelingen tot heden.
- Edith della Faille de Leverghem (1867-1931), trouwde in 1887 in Antwerpen met Auguste van de Werve (1854-1922), burgemeester van Viersel. Ze kregen twee zoons en een dochter, met afstammelingen tot heden.
- Georges della Faille de Leverghem (1869-1944), ambassadeur, trouwde in 1903 in Brussel met Simonne Maskens (1876-1946), grootmeesteres van het hof van koningin Elisabeth en koningin Astrid, dochter van Léon Maskens (1844-1911), buitengewoon gezant en gevolmachtigd minister. Ze kregen twee zoons, maar zonder nakomelingen.

In 1893 verkreeg hij de titel van graaf, overdraagbaar bij eerstgeboorte. 

### Loopbaan
Della Faille de Leverghem was van 1868 tot 1902 wegopzichter voor de provincie Antwerpen. Daarnaast was hij:
- lid van de Centrale Maatschappij voor Landbouw in België,
- voorzitter van het Studboek in de provincie Antwerpen,
- lid van de Regeringscommissie voor de studie van de rechten op het scheepsverkeer in de Belgische havens,
- lid van de Commissie voor de Wereldtentoonstelling in Antwerpen,
- bestuurder van de gevangenis in Antwerpen,
- voorzitter van het Comité voor de verdediging van dragers van obligaties van de Republiek Argentina,
- lid van de kerkfabriek van de Sint-Jacobskerk in Antwerpen.

Hij werd in 1889 tot katholiek senator verkozen voor het arrondissement Antwerpen en oefende dit mandaat uit tot aan zijn dood.